# Рычаг управления двигателем

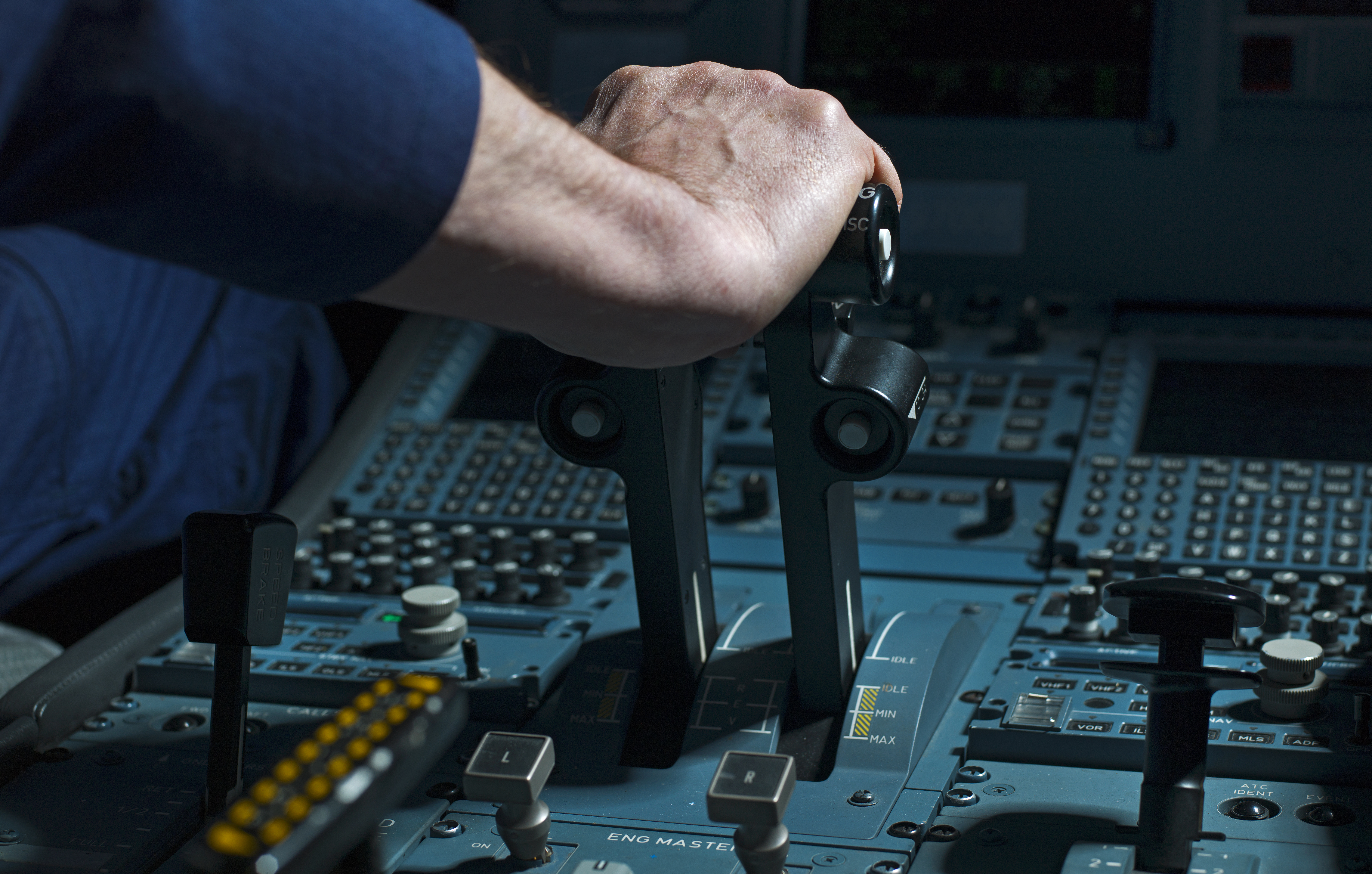
Рычаг управления двигателями на SSJ-100

Рыча́г управле́ния дви́гателем (РУД, се́ктор га́за) — орган управления тягой двигателя летательного аппарата. Лётчик управляет режимом работы двигателя с помощью рычага управления двигателем, перемещение которого регулирует — увеличивает или уменьшает — расход топлива.
На многодвигательных самолётах для управления каждым двигателем служит свой рычаг. На самолётах, оборудованных реверсом, рычаги управления реверсом (РУР) стоят возле РУД или прямо на них. Управление двигателями может осуществляться с центрального пульта, расположенного между лётчиками, или с пультов левого и правого лётчиков — обычно управление так выполнено на самолётах без среднего пульта, на месте которого устроен проход в носовую кабину штурмана, например, Ан-12, Ту-104, Ту-134А, где левые и правые РУД связаны жёстко, но на имеющем реверс тяги Ту-134А включение реверса возможно лишь с РУД командира. На самолётах с отдельным пультом бортинженера (Ту-154, Ил-86) свои РУД, жёстко связанные с пилотскими, установлены у бортинженера.
Разные положения РУД характеризуют режимы работы двигателя — «малый газ» (для турбовинтовых двигателей — «земной малый газ», «полетный малый газ»), «номинальный режим», «взлетный режим», «чрезвычайный режим», «форсажный режим» (при его наличии), изредка у РУД есть положение «останов», но обычно для выключения двигателя служит стоп-кран (рычаг останова двигателя, РОД), выполненный в виде рычага (Ан-2, Ту-154) или выключателя (Ан-12, Ан-148). Чем больше угол поворота дроссельного крана, тем больше тяга двигателя.

## Устройство
В отличие от автомобиля, на авиационном двигателе установлен очень сложный командно-топливный агрегат или насос-регулятор, а на форсированном АД дополнительно установлен форсажный КТА (НР), сложность и стоимость которого сопоставима со всем остальным двигателем.
Управление двигателем представляет собой процесс, при котором каждому изменению положения РУД соответствует вполне определённое изменение положения дроссельного крана, а на большинстве турбореактивных двигателей — определённые заданные обороты ротора высокого давления или вентилятора, которые поддерживаются автоматически за счёт изменения подачи топлива. Поворот РУД изменяет количество топлива, поступающего в камеру сгорания, и режим работы двигателя. Рычаги управления двигателями соединены с рычагами топливных насосов-регуляторов двигателей системой тросов, тяг и поводков. Есть летательные аппараты, в которых РУД не имеет механической связи с насосом-регулятором, и управление оборотами двигателя — электро-дистанционное (например, так сделано на бомбардировщике Су-24).
На большинстве относительно современных самолётов установлены электронные системы управления двигателем (ЭСУД), управляющие механикой подачи топлива в двигатель.